# 乙二硫基氯化铋
乙二硫基氯化铋是一种铋化合物，化学式为C2H4BiClS2，它具有五元杂环结构。

## 制备与反应
它可由氧氯化铋和乙二硫醇在1 mol/L盐酸溶液中反应制得，或由三氯化铋和乙二硫醇在乙醇中反应得到。
它和二硫代四氢吡咯-1-甲酸钠反应，可以得到二硫代四氢吡咯-1-甲酸(乙二硫基)铋。